# Décès en juillet 1935
Décès
- 1931
- 1932
- 1933
- 1934
- 1935
- 1936
- 1937
- 1938
- 1939

Pour une information complémentaire, voir la page d'aide.

| Date       | Nom          | Pays                 | Activités                   | Âge | Source |
| ---------- | ------------ | -------------------- | --------------------------- | --- | ------ |
| 19 juillet | Marthe Hanau | Drapeau de la France | Femme d'affaires française. | 49  |        |